# Faysal bin Fahd bin Abd Allah Al Sa'ud
Fayṣal bin Fahd bin Abd Allāh Āl Saʿūd (in arabo فيصل بن فهد بن عبد الله آل سعود‎?; Riad, ...) è un principe e imprenditore saudita, membro della famiglia reale Āl Saʿūd.

## Biografia
Il principe Faysal è nato a Riad ed è figlio di Fahd bin Abd Allah bin Mohammed Al Sa'ud e nipote di Muhammad bin Abd al-Rahman Al Sa'ud. Sua madre è Fahda bint Bandar bin Mohammed bin Abd al-Rahman Al Sa'ud.
Il principe è fondatore, presidente e amministratore delegato della holding F6. Nel 1993 ha fondato la holding FAMA, una società attiva nell'investimento e nel marketing con sede in Arabia Saudita. F6 è una società innovativa e altamente integrata nello sviluppo globale.
Nel 2009 ha affermato che era vicino all'acquisto di una quota del 50 % del Liverpool Football Club per un prezzo di tra i $ 250 milioni e i $ 450 milioni.

## Vita personale
È sposato con Nouf, figlia di Mut'ib bin 'Abd Allah Al Sa'ud e nipote del defunto re Abd Allah; da questa unione sono nati due figli. La sua seconda moglie è la principessa Ghana Al Sa'ud che gli ha dato altri due figli.